# Exmortus
Exmortus ist eine US-amerikanische Thrash-Metal-Band aus Whittier, Kalifornien.

## Geschichte
Nach einigen selbstveröffentlichten Demoaufnahmen brachte die Band im Jahr 2006 die EP Reign of the War Gods heraus, die in der ersten Version auch ein Cover des Judas-Priest-Liedes Painkiller vom gleichnamigen Album enthält. Einer zweiten EP namens In Hatred’s Flame folgte im Jahr 2008 das ebenso betitelte Debütalbum bei Heavy Artillery Records. Dieses enthält neben den gleichen Liedern wie die im Vorjahr erschienene EP vier neue Stücke und wurde dazu neu gemischt und gemastert, sowie mit einem neuen Coverbild versehen. Das zweite Album Beyond the Fall of Time erschien im September 2011 ebenfalls bei Heavy Artillery Records.
Die Band spielte Konzerte mit Michael Angelo Batio, Warbringer, Merciless Death, Exumer, Voivod, Fueled by Fire, Vektor und Diamond Plate und ging im März und April 2009 mit Bonded by Blood auf die Masters-of-Disaster-Tour durch die USA. Im Juni 2011 spielte sie neben Nuclear Assault, Autopsy, Whiplash, Cattle Decapitation und weiteren auf dem Festival Slaughter by the Water in Richmond.

## Diskografie
Auswahl
- 2006: Reign of the War Gods (EP, Eigenveröffentlichung)
- 2007: In Hatred’s Flame (EP, Eigenveröffentlichung)
- 2008: In Hatred’s Flame (Heavy Artillery Records)
- 2011: Beyond the Fall of Time (Heavy Artillery Records)
- 2014: Slave to the Sword (Prosthetic Records)
- 2016: Ride Forth (Metal Blade (Sony Music))
- 2018: The Sound of Steel (Prosthetic Records)
- 2023: Necrophony (Nuclear Blast)

## Stil
Die Band spielt Thrash Metal mit Einflüssen der New Wave of British Heavy Metal und Spielarten des Extreme-Metal sowie akustischen Einschüben. Rezensenten lobten die Leistung der Instrumentalisten, welche als „vortrefflich“ und „beeindruckend“ charakterisiert wurde. Insbesondere die Gitarrenarbeit mit häufig zweistimmigen Leads sei „sehr fundiert und abwechslungsreich“.